# Jefe de Estado Mayor (Rusia)
El Jefe de Estado Mayor (en ruso: Начальник Генерального штаба, romanizado: Nachálnik Generálnogo shtaba) es el jefe del Estado Mayor de las Fuerzas Armadas de la Federación de Rusia. Es nombrado por el presidente de Rusia, que es el Comandante en Jefe Supremo. 
La posición data del período del Imperio ruso. El actual Jefe de Estado Mayor es el general del ejército Valeri Guerásimov.